# 刘宝亚
刘宝亚（1958年—），重庆人，土家族，中华人民共和国政治人物、第十一届全国人民代表大会重庆地区代表。
毕业于重庆市委党校区域经济学专业，是中共党员。担任重庆市南岸区委副书记、区长。2008年起担任全国人大代表。